# Rubineia
Rubineia es un municipio brasileño del estado de São Paulo. Su población estimada en 2007 era de 2.546 habitantes.

## Geografía
Se localiza a una latitud 20º10'44" sur y a una longitud 51º00'07" oeste, estando a uma altitud de 317 m s. n. m. El municipio está bañado por el río Paraná y posee una superficie de 234,4 km².

## Demografía
Dados do Censo - 2000
Población Total: 2.615
- Urbana: 1.916
- Rural: 699
- Hombres: 1.291
- Mujeres: 1.324

Densidad demográfica (hab./km²): 11,16
Mortalidad infantil (por mil): 13,18
Expectativa de vida (años): 72,72
Tasa de fecundidad (hijos por mujer): 1,96
Tasa de Alfabetización: 88,07%
Índice de Desarrollo Humano Municipal (IDH-M): 0,788
- IDH-M Renta: 0,695
- IDH-M Longevidad: 0,795
- IDH-M Educación: 0,875

## Religión
El Cristianismo está presente en la ciudad de la siguiente manera:

### Iglesia Católica
La iglesia católica del municipio forma parte de la Diócesis de Jales.

### Iglesia Protestante
En la ciudad están presentes las más diversas creencias evangélicas, principalmente pentecostales, incluidas las Asambleas de Dios de Brasil (la iglesia evangélica más grande del país), Congregación Cristiana, entre otras. Estas denominaciones están creciendo cada vez más en todo Brasil.